# Hans Scholz (Musikschriftsteller)
Hans Scholz (* 7. März 1879 in Breslau; † 22. Oktober 1953 in München) war ein deutscher Musikwissenschaftler und Musikschriftsteller.

## Leben und Werk
Hans Scholz war Schüler des Hochschen Konservatoriums in Frankfurt am Main. Ab 1903 studierte er Musikwissenschaft in Berlin, Rostock und München, wo er 1910 mit einer Monographie über Johann Sigismund Kusser (gedruckt Leipzig 1911) promovierte.
Hans Scholz wirkte von 1910 bis 1924 als Lektor für Harmonielehre und Kontrapunkt an der Universität München. Von 1924 bis 1928 wirkte er als Musikkritiker in Frankfurt am Main. Hans Scholz veröffentlichte Harmonielehre (Reihe Aus Natur und Geisteswelt, Band 703/704, Berlin und Leipzig 1920, spanisch: Barcelona 1919, 1951). Er gab eine Übersetzung der Memoiren von Hector Berlioz (Hector Berlioz, Lebenserinnerungen, München 1914, 1929) sowie Richard Wagners Briefe an Mathilde Maier (Leipzig 1930) heraus.